# Vier Meesters van de Ming-dynastie
De Vier Meesters van de Ming-dynastie (明四家; pinyin: Míng Sì Jiā) waren vier belangrijke Chinese kunstschilders in de Ming-periode (1368–1644), namelijk Shen Zhou (1427-1509) en Wen Zhengming (1470-1559), Tang Yin (1470-1523) en Qiu Ying (ca.1494-ca.1552). Alle vier behoorden tot de Wu-school.
Deze canon van de vier belangrijkste Ming-schilders werd samengesteld door de kunstschilder Dong Qichang (1555–1636). Er bestaan een aantal varianten op de naam. Daar alle vier uit de nabijheid van de stad Suzhou kwamen, worden ze ook wel de Vier Meesters van Suzhou genoemd. Een andere alternatieve benaming is de Vier Meesters van Wu.

## Beschrijving
Alle vier de schilders waren bevriend met elkaar en waren vertrouwd met elkaars werk. Ze hadden echter verschillende achtergronden en elk een eigen schilderstijl. Een gemeenschappelijk kenmerk was echter hun bedrevenheid in shan shui-landschappen.
Shen Zhou kwam uit een familie van schilders en behoorde tot de klasse van de literati. Hij was in de schilderkunst onderwezen door Du Qiong (1396–1474) en legde op zijn beurt de grondslag voor de School van Wu. Zijn specialisatie was het schilderen van shan shui-landschappen in de traditie van de Yuan-dynastie.
Wen Zhengming kwam uit een familie van literati en bekleedde een hoge functie aan het keizerlijk hof. Hij was in het schilderen onderlegd door zijn mentor Shen Zhou. Wen was met name bedreven in de gongbi-penseeltechniek en in landschappen in blauw en groen; de stijl van Li Sixun (653–718) en zijn zoon Li Zhaodao uit de Tang-periode.
Tang Yin was een zoon van een rijke handelaar. Nadat hij beide ouders had verloren, werd hij in bescherming genomen door de vader van Wen Zhengming. Mede dankzij diens invloed wist Tang toegang te krijgen tot het keizerlijk hof, al slaagde hij er niet in om een hoge bestuurlijke post te krijgen. Hij leerde het schilderen van Zhou Chen (1460–1535) en maakte zich bijna alle stijlen van de traditionele schilderkunst eigen, van landschappen tot bamboeschilderingen.
Qiu Ying was een zoon van een boer en een gildemeester in kleurstoffen en lak. In tegenstelling tot de andere drie Meesters was hij autodidact en had hij geen klassieke confucianistische opleiding gehad. Hierdoor is hij de enige van de vier schilders die niet onderlegd was in de kunst van de kalligrafie en de dichtkunst. Zijn vaardig uitgevoerde shan shui-landschappen leverde Qiu echter zoveel erkenning dat hij tot een van de meesters van zijn tijd werd gerekend.

## Galerij

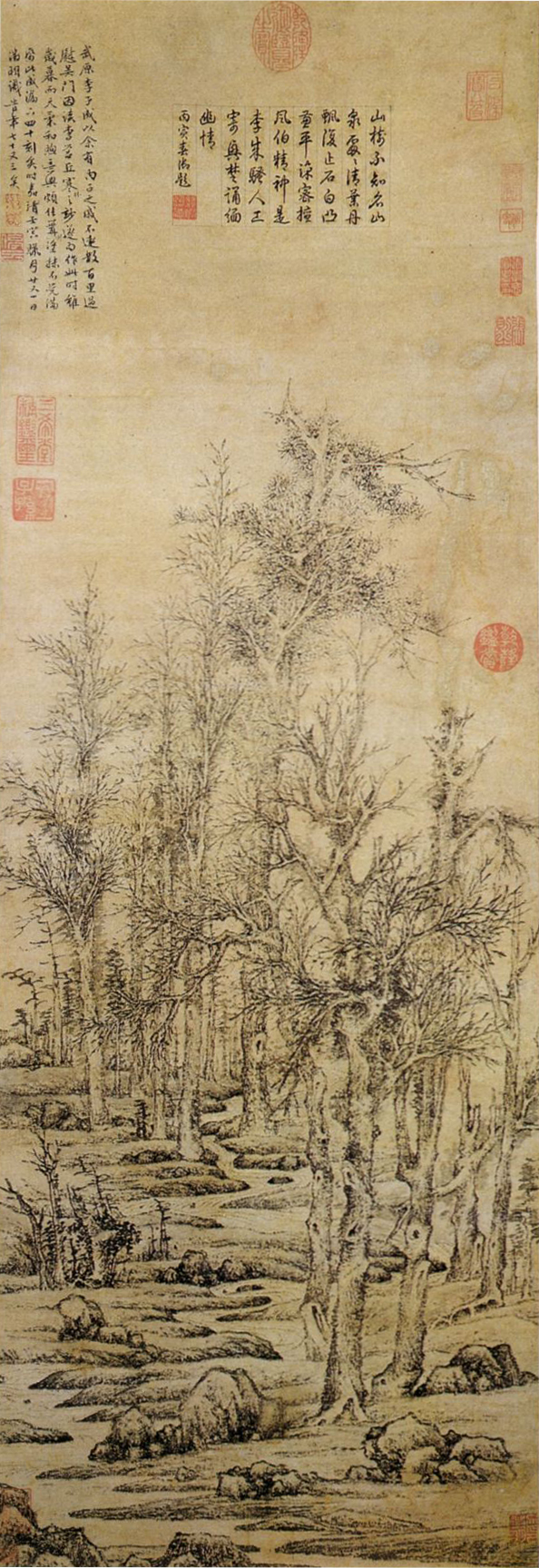
Winterse bomen in de stijl van Li Cheng
- Wen Zhengming
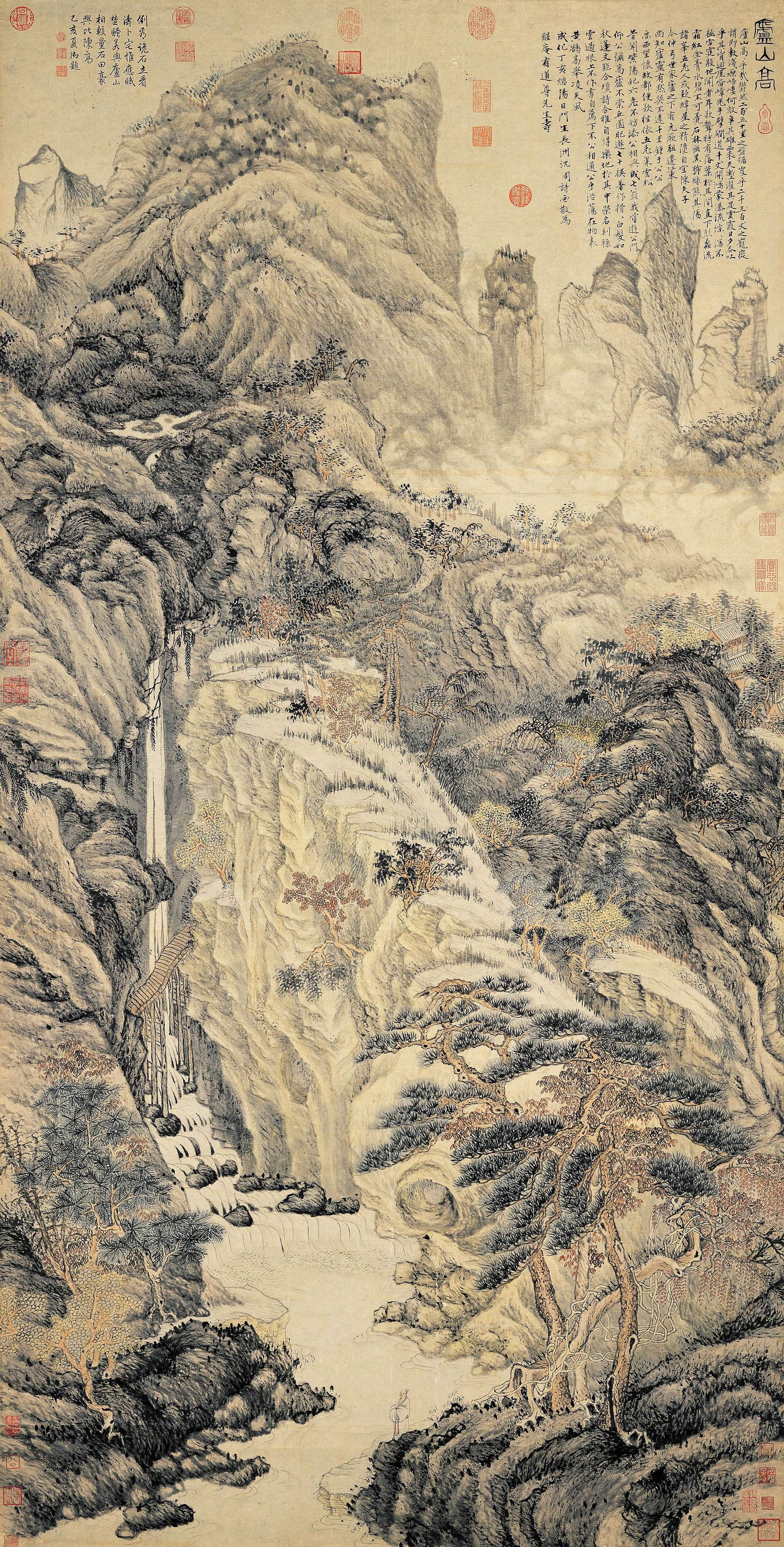
Verheven Lushan
- Shen Zhou
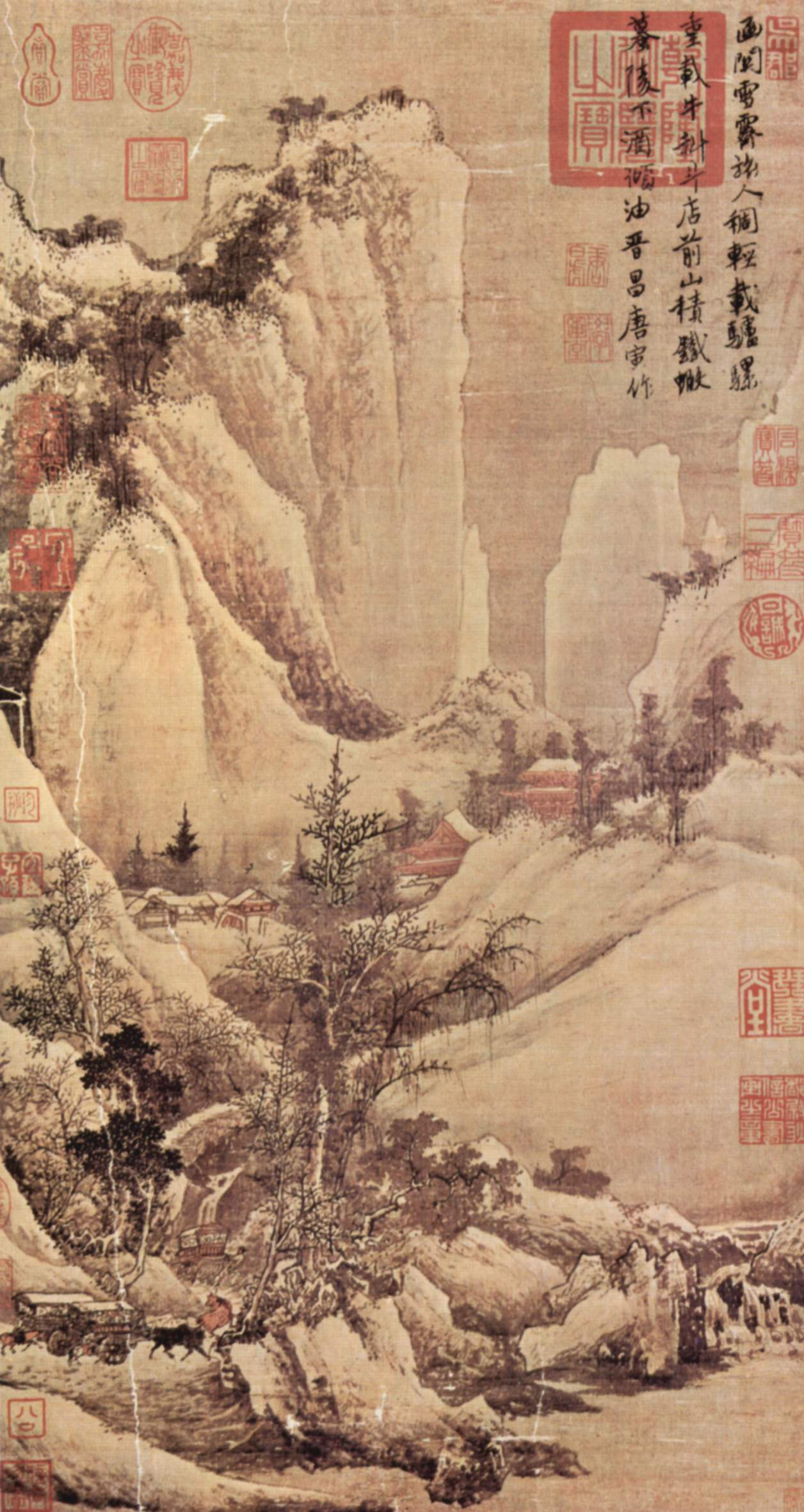
Opklaring na de sneeuw op een bergpad
- Tang Yin
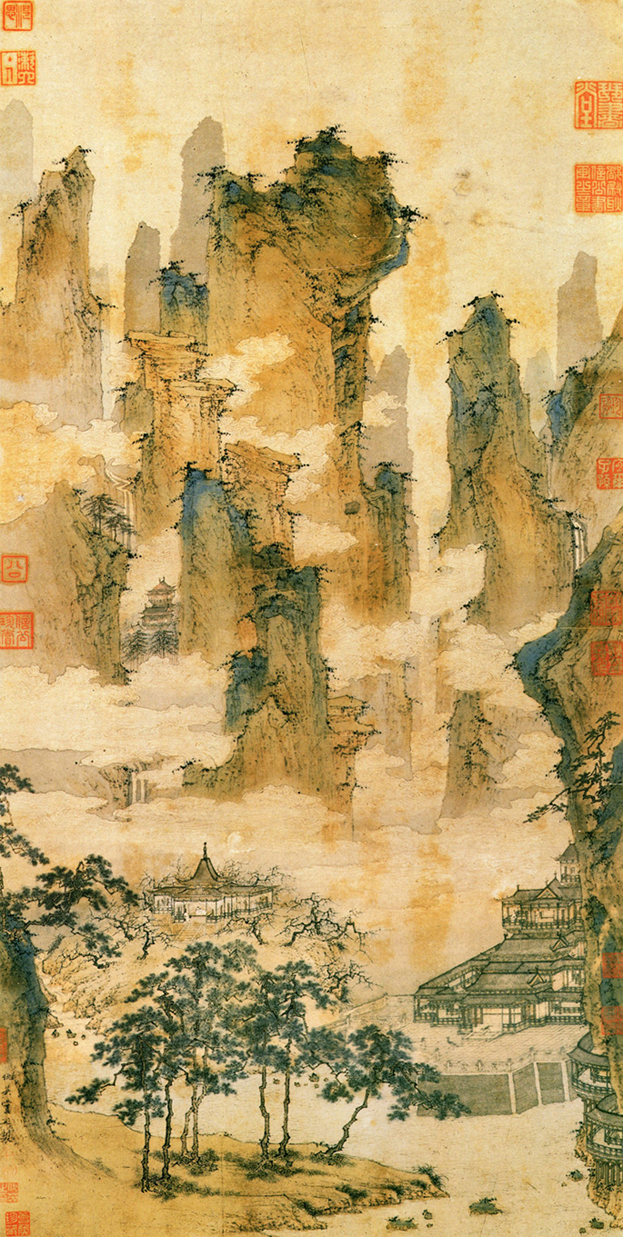
Paviljoenen in de bergen van de onsterfelijken
- Qiu Ying